# Huỳnh Nhật Tân
Huỳnh Nhật Tân là một nhạc sĩ sáng tác và hoà âm thuộc dòng nhạc hải ngoại. Anh là giám đốc âm nhạc cho Trung tâm Vân Sơn trong gần 20 năm.

## Sự nghiêp
Huỳnh Nhật Tân học nhạc từ năm 12 tuổi, học ký xướng âm với nhạc sĩ Hùng Lân, học hòa âm với linh mục Tiến Dũng và bắt đầu sáng tác từ năm 16 tuổi. Năm 17 tuổi, anh sáng tác ca khúc Bạc tình, sau này được nhiều ca sĩ nổi tiếng như Tuấn Ngọc, Đàm Vĩnh Hưng, Nguyễn Hưng trình bày tạo nên sự phổ biến sâu rộng. Sau khi tốt nghiệp phổ thông, anh thi vào Viện Âm nhạc Thành phố, học hai năm các môn Lý thuyết, Sáng tác và Chỉ huy. Sau đó, vì tội nhiều lần vượt biên, anh bị chuyển qua học ở trường Văn hóa Nghệ thuật (tức Cao đẳng Văn hóa Nghệ thuật) vào năm 1984 và ra trường năm 1988.
Năm 1989, Huỳnh Nhật Tân sang Hoa Kỳ theo diện ODP và từ năm 1992 định cư tại miền Nam California. Anh tốt nghiệp kỹ sư âm thanh và về làm việc tại Sony Classics thuộc hệ thống giải trí quốc tế Sony năm 1999. Ở đó, anh đảm nhiệm chức vụ kỹ sư trưởng phòng thu về chỉnh âm (sound editing) và viết một phần nhạc cho nhiều trò chơi điện tử trên PlayStation.
Anh cộng tác mật thiết với Trung tâm Vân Sơn trong việc sáng tác và hòa âm, thu âm, mix, cũng như là giám đốc âm nhạc trong nhiều chương trình. Chẳng hạn như chỉ riêng trong đĩa DVD Vân Sơn 40 In Dallas (2008), đã có 5 ca khúc của anh được trình bày. Ngoài ra anh còn cộng tác với Trung tâm Thúy Nga, Blue Ocean, Rainbows. Ngoài ra, anh còn hòa âm cho những CD dòng nhạc mới chuyên loại nhạc bán cổ điển.
Những ca sĩ hải ngoại thường hát nhạc của Huỳnh Nhật Tân là Tuấn Ngọc, Minh Tuyết, Thiên Kim, Nguyên Khang, Andy Quách, Nguyễn Thắng, Cát Tiên, Tú Quyên, Diễm Liên, Hồ Lệ Thu, Nhóm VPop... Ở trong nước có Thanh Thảo, Đàm Vĩnh Hưng, Phương Vy, Hồ Ngọc Hà, Hiền Thục, Ngô Thanh Vân, Song Giang...
Năm 2004, Huỳnh Nhật Tân là một trong 3 cổ đông sáng lập công ty cổ phần giải trí Music Faces, với hai người còn lại là Đức Trí và Bùi Thanh Bình..

## Gia đình
Anh đã lập gia đình với ca sĩ Ngọc Thúy (tên thật Trần Thị Thúy) và có hai con: Tanya (sinh 1996) và Tristan (sinh 2002).
Gia đình Huỳnh Nhật Tân - Ngọc Thúy còn là thông gia với gia đình ca sĩ Kenny Thái - Ý Nhi.

## Ca khúc
Danh sách này không đầy đủ, bạn cũng có thể giúp mở rộng danh sách.

### Tự sáng tác
- Áo dài Việt Nam
- Anh có nghe mưa rơi
- Anh đã vội quên
- Bạc tình
- Chỉ còn mình em
- Chỉ một lần yêu
- Chia tay từ đây
- Chiều về trên sông
- Chờ mong bóng anh
- Chuyện tình hoa Ngọc Lan
- Cô đơn nhớ anh
- Cứ lừa dối đi
- Cứ say đi
- Down Down Down
- Đã biết khi yêu
- Để ta say
- Đợi chờ
- Đừng hứa với em
- Đừng yêu tôi
- Đừng tìm nhau chi
- Em còn yêu
- Em cô gái Việt Nam (viết với Nguyễn Cư)
- Hạnh phúc bất chợt
- Hãy sớm quay về
- Hỡi người yêu
- Hờn dỗi
- Hứa
- Hững hờ
- Khi mùa xuân đến
- Khó rơi giọt nước mắt
- Không muốn yêu
- Lời cho kẻ tình phụ
- Lời em từng hứa
- Lời gian dối
- Lời phụ tình mùa thu
- Mãi chờ ai
- Mãi yêu làm chi
- Mãi mất nhau
- Mất nhau trong đời
- Mất nhau từ đây
- Mẹ Âu Cơ (viết với Đức Trí)
- Một thời xót xa
- Mùa thu có nhớ
- Mùa xuân đã mất
- Mưa chiều phố nhỏ
- Ngày chia tay
- Ngỡ ngàng
- Nỗi nhớ mỗi đêm
- Nỗi vô tình ngọt ngào
- Nếu ngày ấy
- Nụ hôn lừa dối
- Nước mắt anh hề
- Ôi tình yêu 2
- Phút ban đầu
- Rồi anh cũng ra đi
- Sẽ không quên người
- Tìm lại
- Tìm lại cành ngọc lan
- Tình yêu vội vàng
- Tiễn em theo chồng
- Trái tim đã trao em
- Trắng tay một cuộc tình
- Trong tình yêu
- Ừ thôi em đi
- Và em mãi cô đơn
- Vì em còn yêu
- Vì sao chỉ có anh
- Vì sao không nói (viết với Nguyễn Thắng)
- Xin cho mãi yêu
- Xin hãy quay về
- Xin yêu nhau mãi
- Xuân về trên môi em
- Yêu làm chi
- Yêu làm gì
- Yêu nhau đi
- Yêu trong chiều mưa
- Yêu xin đừng gian dối

### Viết lời Việt
- Anh vẫn đợi em
- Biết anh không còn yêu
- Bối rối trong tình yêu
- Cầu xin tình yêu
- Chinese rock
- Chỉ một lần yêu
- Chỉ vì yêu em
- Chớ nói lời biệt ly
- Con tim còn yêu
- Còn mãu yêu em
- Cố quên đi tình yêu
- Cùng vui đêm nay
- Cuộc tình trong cơn mưa
- Dance with me
- Đã đến lúc chia tay
- Đã yêu em rồi
- Đêm cuồng quay
- Đêm lễ hội mùa hè
- Đời thôi hoang vắng
- Đừng chạy trốn tình yêu
- Đừng nói câu giã từ
- Em vẫn yêu
- Giấc mơ tình yêu
- Giọt nước mắt vắng anh
- Girls
- Hãy nói anh là của em
- Hãy nói lời yêu em
- Hãy cứ vui đêm nay
- Hãy yêu đi
- Hỡi người yêu
- Kỷ niệm vụt bay
- Lời gian dối
- I'm sorry
- Jay, Love, Happiness
- Oh la la
- Oh! My love
- Oh! No
- Ôi tình yêu 2
- Mãi chờ ai
- Mãi không trở về
- Mẹ yêu dấu
- Mong manh mối tình đầu
- Một lần lỡ yêu
- Một lần rồi thôi
- Một lần xin yêu em
- Mùa hè kỉ niệm
- Ngày em đi
- Ngày em đến
- Nhớ em trong chiều
- Nói dối
- Nỗi nhớ nhạt phai
- Quên một lời thề
- Rồi anh cũng ra đi
- Sẽ không còn yêu
- S.O.S.
- Tìm trong ký ức
- Tình còn mãi buồn
- Tình còn phong ba
- Tình đã lãng quên
- Tình đã nhạt mờ
- Tình đã xa
- Tình mãi bên nhau
- Tình mãi cách xa
- Tình như giấc mơ hoang
- Tình yêu phút giây
- Tình xưa đã chết
- Trò chơi nước mắt
- Vì sao không nói
- Vết thương tình yêu
- With you tonight
- Xin em đừng lừa dối
- Xin em đừng nói

### Nhạc hài
- Tống Hổ nghinh Mẹo (Quang Minh và Hồng Đào)
- Kiếp làm chồng (Quang Minh và Hồng Đào)
- Soi gương (Vân Sơn)
- Tết Tết Tết (Vân Sơn)
- Nhất Nghệ Tinh (Vân Sơn)
- Quán Thái (Vân Sơn)
- Kén vợ (Bảo Liêm)
- Rock nụ cười

### Nhạc phim
- Vật đổi sao dời